# Сантиагу Дантас, Франсиску Клементину ди
Франсиску Клементину ди Сантиагу Дантас (порт. Francisco Clementino San Tiago Dantas; 30 августа 1911, Рио-де-Жанейро — 6 сентября 1964, там же) — бразильский политический и государственный деятель, журналист, юрист и педагог. Конгрессмен, а затем министр иностранных дел Бразилии во время президентства Жуана Гуларта. Интегралист в юности, Сантиагу Дантас стал одним из лидеров умеренных левых.

## Биография
Окончил юридический факультет Федерального университета Рио-де-Жанейро (1932). Тогда же присоединился к профашистскому Бразильскому интегралистскому действию (AIB), однако к концу десятилетия отошёл от него, посвятив себя академической карьере и юриспруденции.
После Второй мировой войны являлся одним из лидеров Бразильской рабочей (трабальистской) партии, в которой занимал несколько менее радикальную позицию, чем Леонел Бризола и Жуан Гуларт. В 1958—1962 годах — член палаты депутатов Национального конгресса. Министр иностранных дел (1961) и министр финансов (1963) в правительствах Жуана Гуларта.
В 1943 году Сантиагу Дантас представлял Бразилию на первой конференции министров образования американских республик в Панаме. В 1951 году он служил советником бразильской делегации на 4-м консультативном совещании главных министров США в Вашингтоне. В 1952 году он стал членом Постоянного арбитражного комитета в Гааге. С 1955 по 1958 год он возглавлял Межамериканский комитет юристов, базирующийся в Рио-де-Жанейро. В качестве главреда газеты «Jornal do Comércio» с 1957 по 1958 год он посвящал свои передовые статьи, известные как «Várias», вопросам внешней политики, а в 1959 году участвовал в разработке и обсуждении Декларации Сантьяго-де-Чили, одного из важнейших документов Межамериканской системы.
Сантиагу Дантас — автор ряда трудов по международному праву и проблемам внешней политики. Его считают одним из предшественников «независимой внешней политики», которая стремилась диверсифицировать международные отношения Бразилии и отказывалась от автоматической ориентации на какую-либо иную страну или блок. Разработанная им с Афонсу Аринусом и Жоау Аугусту ди Араужу Кастру концепция «Независимой внешней политики» была основана на следующих целях: полное участие в Латиноамериканской ассоциации свободной торговли (ЛАФТА) и в Конференции Организации Объединенных Наций по торговле и развитию (ЮНКТАД) с целью защиты цен на сырьевые товары. и участие в росте международной торговли; разоружение и более мирное конкурентное сосуществование, а также международное экономическое сотрудничество для роста слаборазвитых стран. Основная концепция заключалась в том, что, соблюдая международные нормы передовой практики, Бразилия должна сохранить за собой право вести переговоры со всеми странами в соответствии со своими собственными конвенциями.